# 4741 Leskov
4741 Leskov је астероид чија средња удаљеност од Сунца износи 3,220 астрономских јединица (АЈ).
Апсолутна магнитуда астероида је 11,8.